# Patrick Evenepoel
Patrick Evenepoel (Etterbeek, 20 agosto 1968) è un ex ciclista su strada belga.
Ciclista professionista dal 1991 al 1994, è arrivato secondo alla Gullegem Koerse del 1992; ha corso un unico grande giro, la Vuelta a España, nel 1993, dove si classificò 113°. È il padre del ciclista belga Remco Evenepoel.

## Palmarès

### Strada
- 1991

Seraing-Acquisgrana-Seraing
2a tappa Circuito franco-belga
- 1993
- GP di Vallonia

## Piazzamenti

### Grandi Giri
- Vuelta a España

1993: 113°